# Carl-Ehrenfried Carlberg
Carl-Ehrenfried Carlberg   (Parròquia de Hedvig Eleonora, 24 de febrer de 1889 - Engelbrekt, 22 de gener de 1962) va ser un gimnasta artístic suec, que va competir a començament del segle xx.
Nascut a Estocolm, va servir al Regiment de la Guàrdia Reial de Göta de l'exèrcit suec, alhora que es formava com a enginyer. El 1912 va prendre part en els Jocs Olímpics d'Estocolm, on va guanyar la medalla d'or en la prova del concurs per equips, sistema suec del programa de gimnàstica. Després d'aquest triomf va fundar un gimnàs a Lillsved, al mateix temps que tenia èxit en el ram de la construcció.
El 1928 fundà Gymniska Förbundet, una organització de caràcter nazi. Posteriorment va ser fundador i principal patrocinador de l'Associació antisemita Manhem, un grup d'estudis creat el 1934. En aquest grup hi havia membres del Partit Obrer Nacional-Socialista, partit polític d'ideologia nacional-socialista. Ferm partidari del nazisme, va reclutar homes pel servei militar i civil pels nazis durant la Segona Guerra Mundial. En aquesta època s'havia convertit en un home molt ric gràcies als seus interessos empresarials i va utilitzar els seus diners per difondre la propaganda nazi i per finançar la Svensk Opposition de Per Engdahl. Durant la guerra va compilar llistes de jueus.
Després de la guerra, el seu Hjalpkommitté for Tyslands va funcionar com una organització de socors per a oficials alemanys, mentre l'editorial Svea Rike, creada en la dècada de 1930, va ajudar a continuar difonent les idees nazis. Això va fer que el 1958 fos sentenciat a 15.000 corones en multes per difondre escrits antisemites a diverses escoles d'Estocolm.